# Night Time Lover
Singles de La Toya Jackson
If You Feel the Funk
(1980) Stay the Night
(1981)
Night Time Lover est le second single sortie en 1980 de la chanteuse américaine La Toya Jackson, extrait de son premier album éponyme. La chanson a été à l'origine écrite pour Donna Summer et intitulée « Fire is the Feeling ». Coécrite par La Toya et son frère Michael, ce dernier assure également les chœurs sur le refrain et la production. Stevie Wonder joue également de l'harmonica dans cette chanson.
La Toya révéla sur son autobiographie La Toya: Growing Up in the Jackson Family que Michael changea la production à la dernière minute pour s'assurer que le titre n'éclipserait pas son succès[réf. nécessaire]. 
Lovely Is She est publié sur la face B du single et a été coécrit par la sœur de La Toya, Janet Jackson.

## Crédits
- La Toya Jackson - chants
- Michael Jackson - chœurs, arrangements, producteur
- David Williams - guitare
- Greg Poree - guitare acoustique
- Jeff Porcaro - batterie
- Paulinho Da Costa - percussions
- Stevie Wonder - harmonica
- Larry Farrow - claviers, arrangements
- Nathan Watts - basse
- Rick Chudacoff - basse
- Buddy Collette & Bill Green - bois
- William Henderson - premier violon

## Liste des titres
| A. | Night Time Lover | La Toya Jackson, Michael Jackson | Michael Jackson | 3:41 |
| B. | Lovely Is She    | La Toya Jackson, Janet Jackson   | Ollie Brown     | 4:30 |